# دیمیترو باشلای
دیمیترو باشلای (اوکراینی: Дмитро Олександрович Башлай؛ زادهٔ ۲۵ آوریل ۱۹۹۰) بازیکن فوتبال اهل اوکراین است.
از باشگاه‌هایی که در آن بازی کرده‌است می‌توان به باشگاه فوتبال اوبولون-برووار کیف و باشگاه فوتبال آرسنال کی‌یف اشاره کرد.